# Cacia flavipennis
Cacia flavipennis là một loài bọ cánh cứng trong họ Cerambycidae.